# ポリクリーニコ駅 (ローマ地下鉄)
ポリクリーニコ駅(Policlinico)はローマ地下鉄のB線にある駅の一つである。
レジーナ・マルゲリータ通りとカゼルタ通りとジョヴァンニ・マリーア・ランチージ通りが集まるサッサリ広場にある。
駅は1990年12月に開業した。

## 周辺
- ウンベルト1世総合病院
- "George Eastman"歯科病院
- ローマ・ラ・サピエンツァ大学

## 施設
駅には以下の施設がある:
- 障害者を運ぶ設備
- エレベーター
- エスカレーター